# 马场镇 (织金县)
马场镇，是中华人民共和国贵州省毕节市织金县下辖的一个乡镇级行政单位。
2016年1月14日，贵州省人民政府批复同意撤销马场乡建制，设置马场镇，撤乡设镇后行政区域和政府驻地不变。

## 行政区划
马场镇下辖以下地区：
马场村、文丰村、大陌村、台子村、马家屯村、鸡场坝村、布底村、陈家寨村、过弓村、小河村、关上村、中心村、营上村和龙井村。